# La voglia matta
La voglia matta è un film del 1962 diretto da Luciano Salce che lanciò la carriera di Catherine Spaak.

## Trama
Un industriale milanese quarantenne si aggrega ad un gruppo di ragazzi che stanno passando un fine settimana al mare. Si invaghisce di una giovane ragazza, Francesca, subendo gli scherzi della combriccola. Alla fine, scaricato dai giovani mentre è addormentato sulla spiaggia, ritorna alla sua vita di sempre, rendendosi conto che c'è un'età per tutto e che purtroppo non si può tornare indietro.

## Produzione
Il film fu scritto da Luciano Salce e dai suoi sceneggiatori di fiducia Castellano e Pipolo a partire da un racconto di due anni prima di Enrico La Stella (inserito nella raccolta Sugar Racconti d'estate), dove però il protagonista maschile aveva 48 anni e l'abisso tra generazioni era dunque ancora più profondo. Probabilmente ebbe un certo peso nella scelta del soggetto il successo del romanzo di Vladimir Nabokov, Lolita (1955), da cui nello stesso anno della Voglia matta Stanley Kubrick trarrà l'omonimo film.
La voglia matta, il cui titolo di lavorazione era quello del racconto da cui è tratto, Una ragazza di nome Francesca, è costruito sulla «straordinaria presenza fisica» di Catherine Spaak, allora diciassettenne, che era stata scoperta e lanciata due anni prima da Alberto Lattuada in Dolci inganni (bloccato tuttavia da problemi di censura) ma è con questo film di Salce che divenne un'icona giovanile degli anni Sessanta. È anche il film che segna, più ancora del precedente Il federale, la maturazione di Ugo Tognazzi da attore soltanto comico ad attore a tutto tondo, ricco di sfumature ironiche, autoironiche e anche drammatiche.

## Temi e giudizi
Il film si colloca nel filone delle commedie all'italiana dei primi anni Sessanta sull'Italia del miracolo economico. In fondo anche il sesso facile, a cui allude il titolo, altro non è, in quell'Italia, che un mito consumistico e uno status-symbol, proprio come l'automobile e le vacanze al mare (tutti elementi che hanno nel film un ruolo primario).
Inizialmente La voglia matta, che non ebbe lo sperato successo di pubblico, fu visto dalla critica soprattutto come «un viaggio alla scoperta dei ventenni di oggi, dei loro costumi, della loro etica sessuale», «un'inchiesta sulla gioventù moderna senza il piglio sempre un po' forzato e polemico del reportage giornalistico». Il film è tutto giocato sull'uomo maturo che perde la testa per una ragazza molto più giovane di lui, spinto in realtà più da pulsioni erotiche che da un sentimento autentico, e per conquistarla e non apparire ai suoi occhi troppo vecchio si sforza (senza riuscirci) di capire le mode, i modi e il linguaggio dei giovani di inizio anni Sessanta.
Secondo uno dei suoi sceneggiatori, Giuseppe Moccia (in arte Pipolo), il film – che provocò addirittura un'interrogazione parlamentare – fu attaccato (anche nelle scuole dove si era provato a proiettarlo) perché mostrava in fondo, per la prima volta e in netto anticipo sul Sessantotto e i suoi miti, una comune: «Questi ragazzi andavano in vacanza, andavano sulla spiaggia e dormivano tutti nello stesso luogo, non si sa come e con chi, ma si capiva chiaramente che qualcuno stava pure insieme. Quindi era un film profetico».
Secondo Aldo Viganò, è il film migliore di Salce, ma il suo tema-chiave non è tanto lo scontro generazionale tra giovani e "matusa", come spesso fu detto, quanto «la paura della fine di tutto». In effetti il protagonista maschile, benché abbia soltanto 39 anni, sta iniziando a fare i conti con la morte: si preoccupa quando il medico, durante una visita, scuote la testa; si immagina di morire quando Catherine Spaak lo spinge a correre a centocinquanta all'ora su una stradina di provincia; rischia davvero di morire quando, dopo aver fatto il bagno in mare a stomaco pieno, viene salvato in extremis dal rischio di congestione e annegamento; è ossessionato dal ricordo della morte in guerra di un cecchino inglese; si ritrova a passeggiare, di notte, in un cimitero.
Anche Enrico Giacovelli avverte nel film la presenza della morte e della fine delle cose, soprattutto per via dell'ultima sequenza in cui Tognazzi si ritrova da solo, in un mattino grigio di fine estate, sulla spiaggia deserta (i ragazzi sono partiti prima di lui senza dirgli niente) e sembra improvvisamente molto più vecchio di quanto non sia. «E l’estate che finisce sembra sia l’ultima di tutti i tempi, d’ora in avanti soltanto inverni, il freddo sapore di solitudine che ci prepara alla morte».

## Censura
Il film ebbe in Italia problemi con la censura e inizialmente la Commissione di revisione espresse parere contrario alla sua programmazione:
risultando esso articolato prevalentemente su personaggi, situazioni e scene offensivi della morale e del buon costume
(art. 3 - lett. a) del regolamento annesso al R.D. 24 settembre 1923, n. 3287.»
Il ricorso in Appello venne accettato e la Commissione rilasciò regolare nulla osta , limitando la visione ai minori di 16 anni e chiedendo l'eliminazione di alcune scene e battute di dialogo .
Una delle battute censurate la pronunciava, verso la fine, una delle ragazze: «Darei la mia verginità per un caffè» (fu cambiata in «Darei tutto per un caffè»).

## Colonna sonora
- Sole e sogni, scritta da Ennio Morricone (CAM CEP 45-120)
- Desiderio di te, scritta da Ennio Morricone (CAM CEP 45-120)
- Agosto jazz, scritta da Ennio Morricone (CAM CEP 45-120)
- Miragio africano, scritta da Ennio Morricone (CAM CEP 45-120)
- Viva il jump up, scritta da Pilantra[11]  e Ennio Morricone (che nel film appare con lo pseudonimo Danzavio), "cantata" dai "Flippers"
- La tua stagione, scritta da Ennio Morricone e Luciano Salce, cantata da Tony Del Monaco e Milva
- Un filo, scritta e cantata da Armando Romeo[12]  (Dischi Ricordi SRL 10-202)
- Due note scritta da Amurri, Faele e Bruno Canfora, cantata da Mina
- Cha cha cha dell'impiccato, cantato da Jimmy Fontana e The Flippers, composta da Jimmy Fontana e Gianni Meccia
- Yo tengo una muñeca, scritta da Tremble, interpretata dal Xavier Mitchell Quintet
- Sassi, scritta e interpretata da Gino Paoli
- Brigitte Bardot, scritta da Miguel Gustavo, interpretata da Jorge Veiga.

## Distribuzione
Il film è stato distribuito anche con i seguenti titoli:
- in Brasile Um Pedaço de Mau Caminho
- nei paesi di lingua spagnola El deseo loco
- in Grecia (translitterato), Ston paradeiso ton 1000 koritsion
- nei Paesi Bassi Krankzinnige Begeerte
- negli USA Crazy Desire
- in Germania Occidentale Lockende Unschuld
- in Francia Elle est terrrible

## Curiosità
- L'auto guidata da Tognazzi è un'Alfa Romeo 2000 Spider Touring (1957-1962). Le auto guidate dai ragazzi sono un'Alfa Romeo 6C Gran Turismo 1750 del 1931 e un'Alfa Romeo 6C cabriolet del 1949-50.
- Il film ha molte location (Latina, il lungomare di Sabaudia, la strada per Fiumicino) in comune con un altro film dello stesso anno con Catherine Spaak, Il sorpasso di Dino Risi.[3]
- La Spaak fu davvero corteggiata, sul set, da Tognazzi (che una sera, in seguito a un suo rifiuto, l’avrebbe scaricata dalla macchina sulla strada per Sabaudia)[2], ma conobbe quello che l'anno seguente diventerà realmente (non per molto) il suo primo marito, l’allora ventisettenne Fabrizio Capucci.
- Il titolo definitivo nasce da una frase della dichiarazione d'amore che fa Tognazzi alla giovane Spaak nel film: «Perché vedi, per me tu ormai sei diventata come una malattia, come un’ossessione. Io ho una voglia matta di te, Francesca».